# Souterrain von Corrigall
Das Souterrain von Corrigall (englisch Earthhouse – deutsch Erdhaus genannt) in Nessbreck in Harray (eine Verwaltungseinheit) der Orkneyinsel Mainland in Schottland wurde 2007 von Judith Nicola Robertson ausgegraben. Bei den Souterrains wird grundsätzlich zwischen „rock-cut“, „earth-cut“, „stone built“ und „mixed“ Souterrains unterschieden.
Die unterirdische Struktur kam während Feldarbeiten südlich der „Corrigall Farm“ ans Licht. Die Erdhäuser der Orkney bestehen in der Regel aus einem Gang, der zu einer Kammer führt. Eine Handvoll dieser Anlagen wurde im 19. Jahrhundert untersucht, aber auch die beiden besterhaltenen Beispiele Grain Earth House und Rennibister ließen Fragen offen.
Die Kammer ist etwa oval, misst etwa 2,8 × 2,5 m, ist 1,12 m tief und hat einen dünnen Lehmboden. Gefundene Keramikscherben datieren sie in die frühe Eisenzeit (700–500 v. Chr.). Es ist typisch für orkadische Erdhäuser, dass die Struktur wenig Artefakte liefert. Die aus dem Fels gearbeitete Kammer (rock-cut) hat ein etwa 0,6 m starkes Steindach, das von vier größeren Steinquadern gestützt wird, die sich in der Kammer befinden und keine Verbindung mit den Kammerwänden haben. Um Unebenheiten und Höhen auszugleichen, sind die Quader in typisch orkadischer Manier oben und unten durch Steinlagen ergänzt. In das Dach integriert sind zwei große Platten, Rücken an Rücken angeordnet, die jeweils ein Paar seitliche Kerben aufweisen. Die Kammer wird über einen 1,5 m langen 0,83 m hohen schrägen Gang betreten, der im Südosten auf die Mitte der Kammer trifft. Er war durch Geröll, Müll und Steine blockiert.
Es kann sein, dass eine Felsdekoration zwischen den beiden südlichen Säulen positioniert wurde. Weitere Analysen sind allerdings nötig, bevor bestätigt werden kann, dass das eingepickte Muster nicht nur aus Werkzeugmarken besteht.
Martin Carruthers, der unterirdische Strukturen der Orkney studierte (drei Jahre am Souterrain von Windwick auf South Ronaldsay), sagt, dass die Kammern mit Ritualen, insbesondere für die Toten, zu tun hatten und keine Vorratslager sind, wie früher angenommen.
In der Nähe liegt das Corrigall Farm Museum.